# 陳曼娜
陳曼娜（英語：Manna Chan Man Na，1951年11月5日—），人稱為Manna姐，原籍貫廣東江門市新會區，香港女演員、1966年15歲獲「香港玉女」選舉季軍後，先擔任工展會小姐，再踏入影視圈。1960至2010年代先後加盟麗的電視、佳藝電視、亞洲電視、無綫電視及香港電視。後淡出香港影視圈。
陳曼娜是香港電視史上其中一位曾服務所有有持續自製原創電視劇之電視台的大滿貫藝人。

## 生平
陳曼娜出生於香港九龍，原籍廣東江門市新會區，至1967年16歲才進入了第二屆第二期麗的映聲藝員訓練班而正式出道，她於1990年便轉投無綫電視，曾為香港電視合約女藝員。

#### 香港亞洲電視時期
在她出身於麗的電視（及後即由邱德根易名轉手亞洲電視），曾在亞洲電視演出多部經典劇集如《鱷魚淚》、《浣花洗劍錄》和《天龍訣》等等。1970年代中期以特約演員加入麗的電視（亞洲電視前身），同年在邱德根主政時獲監製提拔後改為基本藝員，先後在效力亞視近20多年，由於亞視分工不如無綫明確，她於包括亞視主政年代時期間中亦有涉足演出或轉幕後。到了1990年底，陳曼娜約滿亞視，才應廣告公司邀請拍廣告（可能是擔當幕後或演藝人員），至少並且對於清水灣及西貢蠔涌前亞視廠房拍攝外景，先在期間透過任職廣告公司的職員認識無綫電視多名監製李添勝獲得遨請下。當時無綫總經理何順忍認為，自友台挖角潮以來，數年內已有大批台前幕後職藝員曾於離開其他所屬公司的電視台，亟需吸納新血，結束藝員合約後在考慮過其人生歷練，認為她的足以勝任幕後，陳曼娜便獲批准翌年轉投無綫電視。

#### 香港無綫電視時期
至1990年代中期，陳曼娜因並退居幕後之前轉投香港無綫電視成為合約基本演員，擅長演出開朗而潑辣的婦人角色，而在《團圓》中飾演的慈母鄺麗盈，演技備受肯定，也憑此劇獲提名2011年萬千星輝頒獎典禮最佳女配角。
除此之外，她也曾於參演多部處境電視劇集，演出不少令人叫好的角色，如《FM701》中的羅劍蘭、《真情》中飾演梁冰雪 (滕麗名)的親母林碧琪、《皆大歡喜》中的花淇心、《同事三分親》中的戴菲、《畢打自己人》中的蒙娜（Lisa）、《結·分@謊情式》的季美麗等。

#### 香港電視網絡時期
一直至2012年，她拍畢完《結·分@謊情式》及《耀舞長安》後，她與無綫電視的合約期滿離開及結束22年之賓主關係，目前轉投香港電視的旗下藝人，直到2011年受獲王維基邀請下目前轉往城市電訊發展（後申領牌照失敗）籌備開台引申的挖角潮影響，大批藝員及幕後人員遭挖角，陳曼娜因而獲高層曾勵珍臨危受命，從正式約滿香港媒體製作。她一直到2015年便約滿離開為止，偶爾參與客串演出曾擔任合作主持劇集或電影圈等等。

## 個人生活
陳曼娜的前夫鄭氏曾是香港醫院的化驗師。2017年8月，陳曼娜宣布女兒於8月26日在養和醫院誕下寶貝囡，體重達6磅，雖然未有正式名字，不過乳名則改為「棉花糖」。
2019年11月，陳曼娜兒子Allen首次帶新婚太太Amy從美國返港與她賀壽。並宣佈太太有喜，將於2020年2月為陳曼娜再添一個孫女。
2022年，因其先後出演《反起跑綫聯盟》及《家族榮耀》，其身家問題受到媒體關注。事後，她「霸氣」回應其身家逾九位數字。

## 演出作品

### 電視劇（麗的電視/亞洲電視）
| 首播   | 劇名             | 角色             |
| 1974年 | 燕飛翔           |                  |
| 1974年 | 金粉世家         |                  |
| 1975年 | 聊齋之荷花三娘子 |                  |
| 1978年 | 鱷魚淚           | 孟嫣紅           |
| 1978年 | 浣花洗劍錄       | 水天姬           |
| 1979年 | 天龍訣           | 姜紅杏(黑燈使者) |
| 1979年 | 俠盜風流         | 水母天姬         |
| 1980年 | 浪濺長堤         | Anna鮑           |
| 1980年 | 彩雲深處         |                  |
| 1981年 | 大昏迷           | 蘇瀛芳           |
| 1981年 | 我要高飛         |                  |
| 1986年 | 我兒萬歲         |                  |
| 1987年 | 佳人有難         |                  |

### 電視劇（佳藝電視）
| 首播   | 劇名   | 角色   |
| 1977年 | 鹿鼎記 | 陳圓圓 |

### 電視劇（香港電台電視部）
| 首播          | 劇名                                | 角色   |
| 1970-1980年代 | 獅子山下                            |        |
| 1982年        | 溫馨集之明渠陋巷：鹿鼎記            | 陳祖儀 |
| 2000年        | 性本善之告別深藍                    |        |
| 2015年        | 證義搜查線3之顯淺真相：經紀行為失當 |        |

### 電視劇（無綫電視）
| 首播   | 劇名           | 角色               | 備註                       |
| 1990年 | 同居三人組     | -                  |                            |
| 1991年 | 男盜女差       | 李婉菁             |                            |
| 1992年 | 他來自天堂     | 吳美美（Mimi）     |                            |
| 1992年 | 風之刀         | 凌 仙              |                            |
| 1993年 | 精靈酒店       | -                  |                            |
| 1993年 | 都市的童話     | 郭天娜             |                            |
| 1994年 | 餐餐有宋家     | 常美麗             |                            |
| 1994年 | 生死訟         | 林伊媚             |                            |
| 1995年 | 真情           | 林碧琪             |                            |
| 1997年 | 隱形怪傑       | 區李笑歡           |                            |
| 1997年 | 男人四十打功夫 | 莊頌玲             |                            |
| 1998年 | 外父唔怕做     | 沈露露             |                            |
| 1998年 | 離島特警       | 馬秋香             |                            |
| 1999年 | 茶是故鄉濃     | 亞 麗              |                            |
| 1999年 | 吾係差人       | 葉楚紅             |                            |
| 2000年 | 創世紀         | 楊 芸              |                            |
| 2000年 | 十月初五的月光 | 萬朱莎華           | 女配角                     |
| 2000年 | FM701          | 羅劍蘭             |                            |
| 2000年 | 妙手仁心II     | 畢芬妮             |                            |
| 2002年 | 流金歲月       | 余昆玉             |                            |
| 2002年 | 我要Fit一Fit   | -                  |                            |
| 2003年 | 皆大歡喜       | 花淇心             | 女配角                     |
| 2003年 | 九五至尊       | 姚艷芳             |                            |
| 2003年 | 鳳舞香羅       | 寶金湘雲           |                            |
| 2005年 | 窈窕熟女       | 錢小姐             |                            |
| 2005年 | 阿旺新傳       | 白 薇（Barbie）    |                            |
| 2006年 | 謎情家族       | 高淑慧             | 女配角                     |
| 2006年 | 刑事情報科     | 陳潤慈             | 女配角                     |
| 2006年 | 鐵血保鏢       | 裘麗裳             |                            |
| 2006年 | 愛情全保       | 賀劍秋             |                            |
| 2006年 | 樓住有情人     | 李瓊珠             |                            |
| 2007年 | 同事三分親     | 戴 菲              | 單元女主角                 |
| 2007年 | 舞動全城       | 程狄寶寶（BoBo）   | 女配角                     |
| 2007年 | 蘭花刼         | 言梁淑德           | 海外首播，2017年翡翠台首播 |
| 2008年 | 當狗愛上貓     | 王美華             |                            |
| 2008年 | 古靈精探       | 蘇詩雅（Sylvia）   |                            |
| 2009年 | 畢打自己人     | 蒙 娜（Lisa）      |                            |
| 2009年 | 古靈精探B      | 蘇詩雅（Sylvia）   | 女配角                     |
| 2009年 | 有營煮婦       | 游金素娥           | 女配角                     |
| 2009年 | 老友狗狗       | 周蕙娟（Jennifer） | 女配角                     |
| 2010年 | 飛女正傳       | 謝蓉蓉（Michelle） | 女配角                     |
| 2010年 | 女人最痛       | 花太后             | 客串                       |
| 2010年 | 翻叮一族       | 林 嬌              | 閑角                       |
| 2010年 | 讀心神探       | 程燕萍             |                            |
| 2010年 | 天天天晴       | 關麗嫦             |                            |
| 2010年 | 誘情轉駁       | 關玉嫦             | 女配角                     |
| 2011年 | 誰家灶頭無煙火 | Ann                |                            |
| 2011年 | 團圓           | 鄺麗盈             | 女配角                     |
| 2011年 | 結·分@謊情式   | 季美麗（Celine）   | 單元女主角                 |
| 2012年 | 缺宅男女       | 王麗嬋             | 女配角                     |
| 2012年 | 耀舞長安       | 王大娘             | 閑角                       |
| 2013年 | 女警愛作戰     | 媽媽生             | 客串                       |

### 電視劇（香港電視）
| 首播   | 劇名           | 角色                   |
| 2014年 | 選戰           | 李婉桂                 |
| 2015年 | 我阿媽係黑玫瑰 | 牛小津（黃鶯、爆樽姐） |
| 2015年 | 第二人生       | 沈美珍                 |

### 電視劇（ViuTV）
| 首播   | 劇名         | 角色             |
| 2020年 | 好人好姐     | 蔡太             |
| 2022年 | 反起跑線聯盟 | 仇劍秋（仇校長） |
| 2024年 | 飛黃騰達     | 蘇秀雲（雲姨）   |

### 電視劇（其他）
| 首播   | 劇名     | 角色   |
| 2022年 | 家族榮耀 | 劉愛歡 |

### 電視電影（無綫電視）
| 首播   | 劇名     | 角色 |
| 2004年 | 鐵翼驚情 |      |
| 2004年 | 伴我驕陽 |      |

### 電影
- 1978年：
  - 陸小鳳傳奇之綉花大盜 / Clan of Amazons 飾 公孫蘭
- 1980年：
  - 插翅難飛 / The Convict Killer
- 1981年：
  - 黑蜥蜴 / Black Lizard 飾 白仙君
- 1985年：
  - 開心鬼放暑假 飾 校長
- 1986年：
  - 開心鬼撞鬼 飾 校長
- 1991年：
  - 整蠱專家 飾 車親仁舊情人
- 1996年：
  - 港督最後一個保鑣 飾 冷若水
- 2007年：
  - 美女食神
- 2011年：
  - 我愛HK開心萬歲
  - 最強囍事
- 2012年：
  - 八星抱喜

### 其他
- 獅子山下（香港電台電視部話劇）
- 食的秘密（第6集，古法客家菜、香港電視）

## 外部連結
- 陳曼娜在香港影庫上的簡介